# Mattias Lindström
Karl Mattias Lindström (Helsingborg, 18 aprile 1980) è un allenatore di calcio ed ex calciatore svedese.

## Palmarès

### Giocatore
- Coppe di Svezia: 1

Helsingborg: 2010
- Supercoppa di Svezia: 2

Helsingborg: 2011, 2012